# 712
Năm 712 trong lịch Julius.